# 基努阿科查湖 (孔丘科斯區)
8°19′46″S 77°52′07″W / 8.32944°S 77.86861°W
基努阿科查湖（Lake Quinuacocha），是秘魯的湖泊，位於該國北部安卡什大區，由帕亞斯卡省的孔丘科斯區負責管轄，處於帕里亞科查湖東南面，面積0.4平方公里，海拔高度4,218米。